# Bataille de Chickasaw Bayou
Guerre de Sécession
Batailles
Opérations contre Vicksburg
- Coffeeville
- Torpillage de l'USS Cairo
- Raid de Holly Springs
- Chickasaw Bayou
- Arkansas Post
- Yazoo Pass
- Steele's Bayou
- Raid de Grierson
- Newton's Station

La bataille de Chickasaw Bayou, également appelée bataille de Walnut Hills, s'est déroulée entre le 26 décembre et le 29 décembre 1862 durant la guerre de Sécession et marque le début de la campagne de Vicksburg. L'armée des États confédérés, sous les ordres de John C. Pemberton repoussent une avancée du major-général de l'Union William Tecumseh Sherman, qui a pour objectif de capturer Vicksburg.
Le 26 décembre, trois divisions de l'Union sous les ordres de Sherman débarquent sur la plantation de Johnson sur la rivière Yazoo pour approcher les défenses de Vicksburg du nord-est tandis qu'une quatrième débarquent plus en amont le 27 décembre 1862.
Le 27 décembre, les fédéraux repoussent leurs lignes à travers les marécages vers Walnut Hills, qui sont fortement défendues. Le 28 décembre, plusieurs tentatives futiles sont faites pour contourner ces défenses. Le 29 décembre, Sherman ordonne un assaut frontal, qui est repoussé avec de lourdes pertes, puis se retire. Cette victoire confédérée empêche le major-général Ulysses S. Grant de prendre Vicksburg par une approche directe.

## Contexte

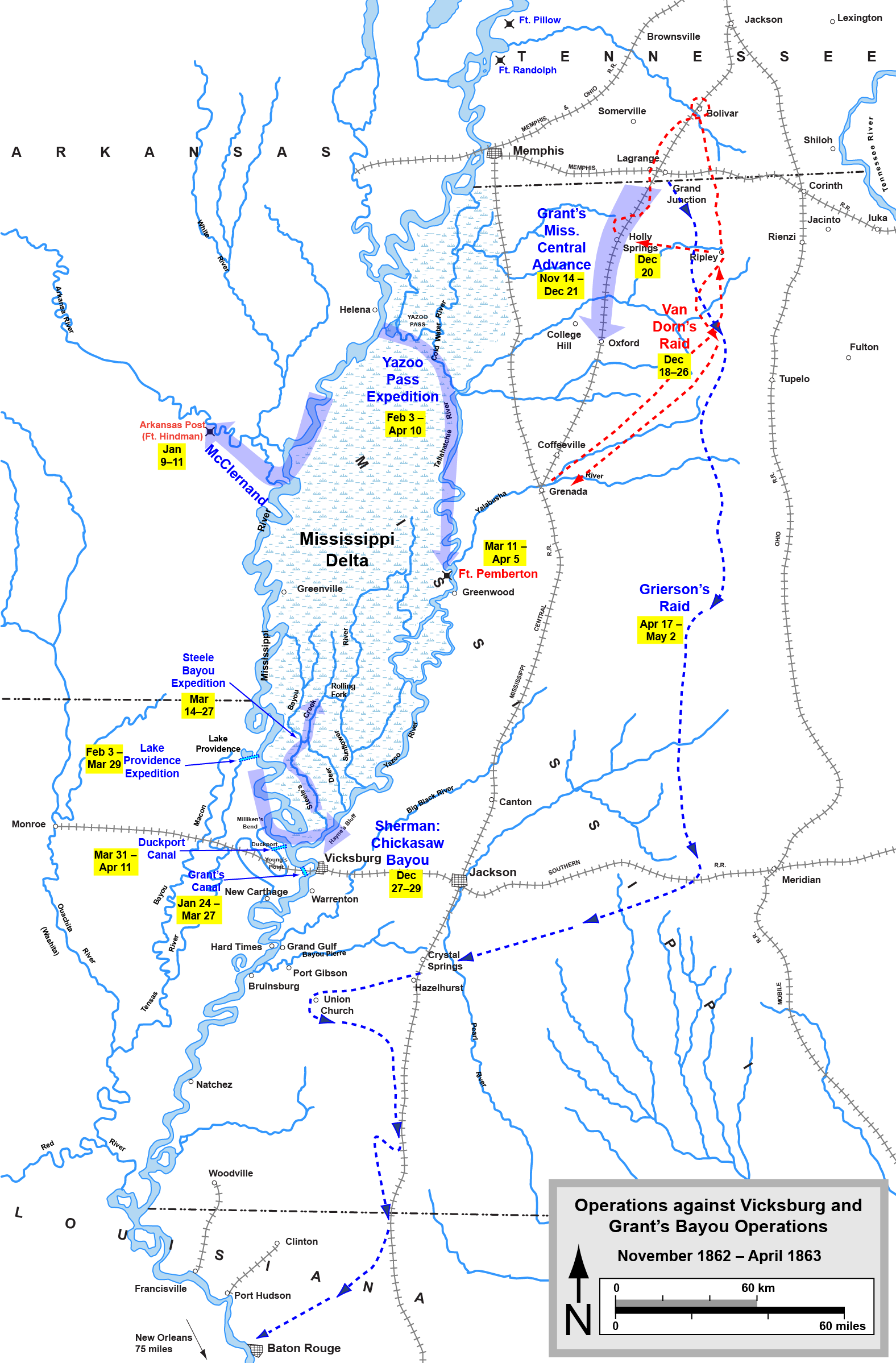
Opérations contre Vicksburg et opérations du bayou de Grant
Confédération
Union

À partir de novembre 1862, le major général Ulysses S. Grant, commandant les forces de l’Union au Mississippi, entreprend une campagne pour capturer la ville de Vicksburg, en haut des falaises du fleuve Mississippi, l’un des deux points forts confédérés (l'autre étant Hudson, en Louisiane) qui conteste à l’Union le contrôle total du fleuve Mississippi. Grant divise son armée de 70 000 hommes en deux ailes, l'une commandée par lui-même et l'autre commandée par le major-général William T. Sherman. Sherman commande l'aile droite, ou le XIIIe corps de l'armée du Tennessee, redésigné en XVe corps le 22 décembre. Son corps expéditionnaire de 32 000 hommes est divisé en quatre divisions, commandées par les brigadiers généraux Andrew J. Smith, Morgan L. Smith, George W. Morgan et Frederick Steele.
L'aile de Grant marche vers le sud le long du chemin de fer central du Mississippi, créant une base avancée à Holly Springs. Il prévoit un assaut en pinces en direction de Vicksburg. Alors que Sherman avance le long du fleuve, Grant continuera avec les forces restantes (environ 40 000) sur la ligne de chemin de fer vers Oxford, où il attendra les développements, espérant attirer l’armée confédérée hors de la ville pour l’attaquer dans les environs de Grenada, au Mississippi.
Les sept canonnières et les cinquante-neuf transports de troupes commandés par le contre-amiral David D. Porter quitte Memphis, dans le Tennessee, le 20 décembre. Ils s'arrêtent à Helena, dans l'Arkansas. Après avoir remonté la rivière Yazoo, les transports débarquent les hommes de Sherman à la plantation de Johnson, en face du bayou de Steele, au nord de la ville. Avant le débarquement, la marine américaine a effectué des opérations de nettoyage des mines sur la rivière Yazoo, au cours desquelles le cuirassé USS Cairo a été coulé.

Les forces confédérées qui s'opposent à l'avancée de Sherman appartiennent au département du Mississippi et de la Louisiane orientale, sont commandées par le lieutenant-général John C. Pemberton, un Pennsylvanien qui a choisi de se battre pour le Sud. L'officier qui commande directement les défenses de Vicksburg est le major-général Martin L. Smith, qui commande quatre brigades dirigées par les brigadiers généraux Seth M. Barton, John C. Vaughn, John Gregg et Edward D. Tracy. Le brigadier général Stephen D. Lee commande une division provisoire avec des brigades commandées par des cols. William T. Withers et Allen Thomas ; Lee est le principal commandant de la défense confédérérée à Walnut Hills jusqu'à l'arrivée tardive le 29 décembre du major général Carter L. Stevenson. Bien que les forces de l’Union soient deux fois plus nombreuses que les hommes en face d'eux (30 720 contre 13 792), elles sont confrontées à un formidable dédale de défenses naturelles et artificielles. La première est un enchevêtrement épais d’arbres, qui est cassé par intermittence par les marécages. Le Chickasaw Bayou, un torrent profond de 50 yards (46 mètres) de large et encombré d’arbres, constitue également une barrière potentielle pour les hommes de Sherman, car il est parallèle à la ligne de progression prévue et peut interrompre les communications entre les unités. De plus, les confédérés ont formé des barrières denses en utilisant des arbres abattus pour les abatis.

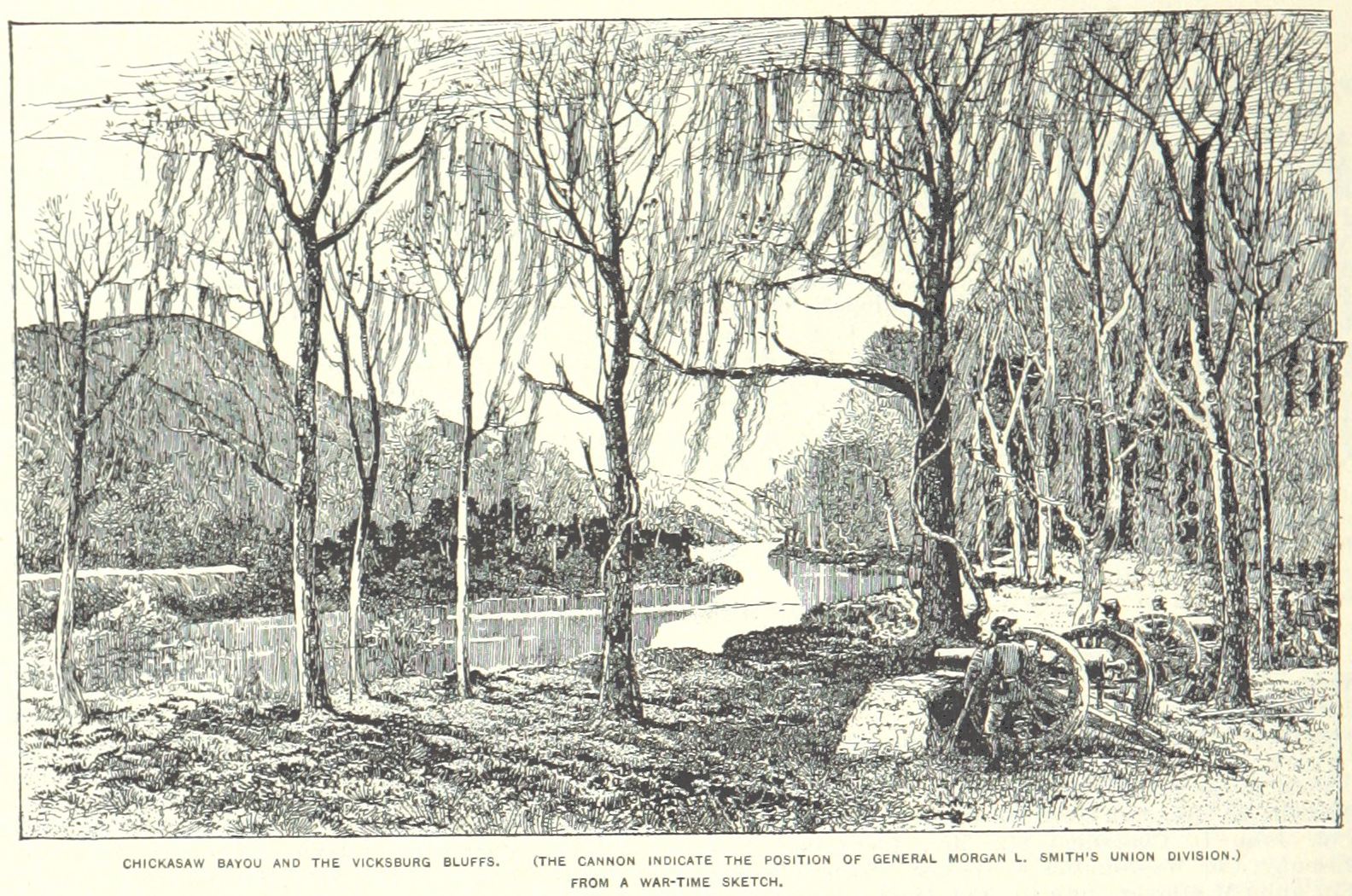
Les falaises de Chickasaw vues de la position du général M. L. Smith

## Bataille

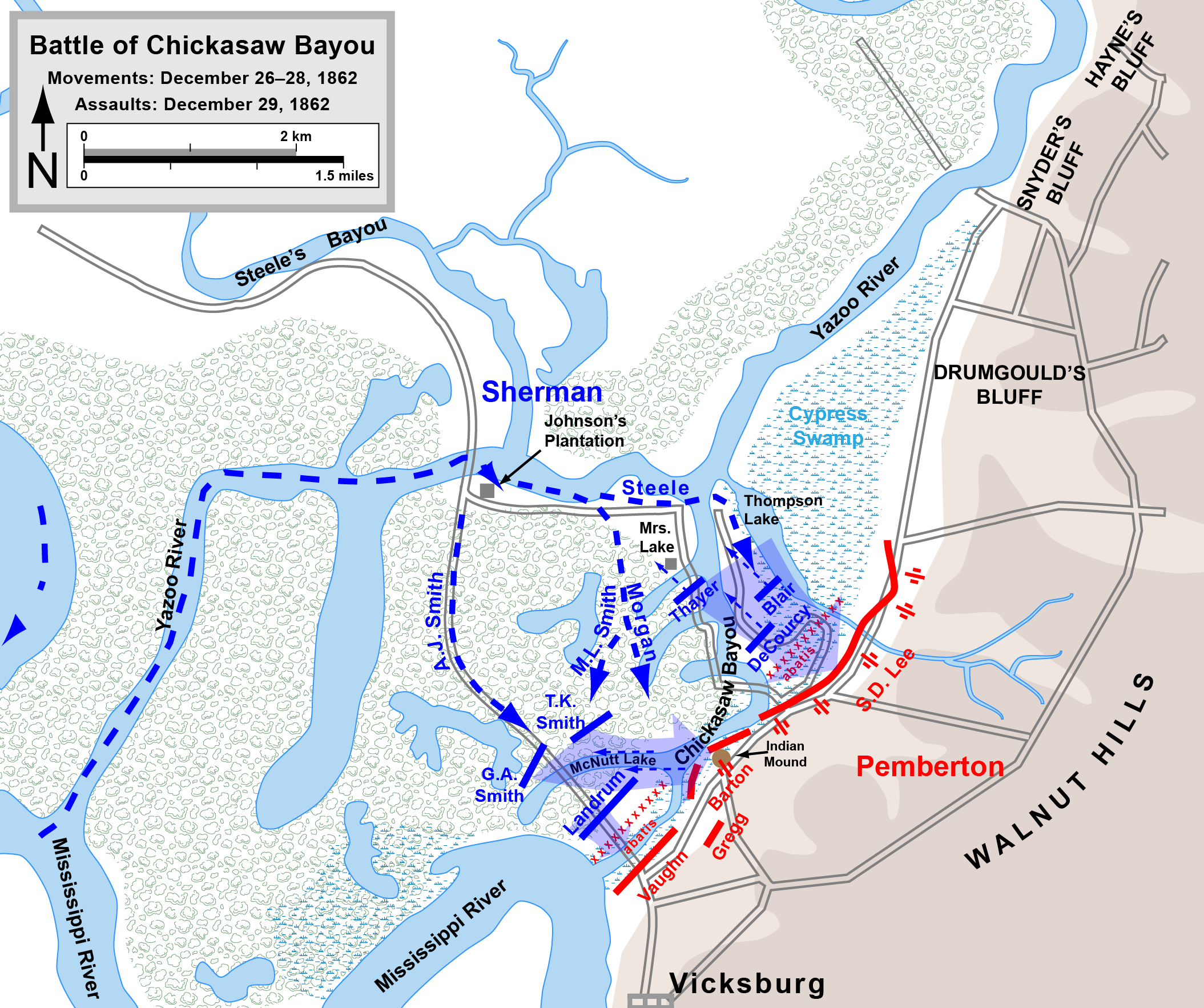
Carte de la bataille de Chickasaw Bayou de la guerre civile américaine

Le 26 décembre, Sherman déploie les brigades du colonel John F. DeCourcy et des brigadiers généraux David Stuart et Francis P. Blair, Jr., pour effectuer des reconnaissances et trouver les faiblesses dans la défense confédérée. Elles progressent lentement à travers le terrain difficile, en livrant des escarmouches avec la force de S.D. Lee n couverture à la plantation de Mme Lake. Le 28 décembre, la division de Steele tenté de tourner le flanc droit confédéré, mais est repoussée par les tirs d'artillerie confédérés alors qu'ils avancent sur un front étroit.
Le matin du 29 décembre, Sherman ordonne un bombardement d'artillerie des défenses confédérées pour les affaiblir avant une avancée générale fédérale. Pendant presque quatre heures, un duel d'artillerie a lieu sur toute la ligne de bataille, mais ne cause que peu de dégâts. À 11 heures, le duel cesse et l'infanterie se déploie dans leurs lignes de combat. Comprenant la nature redoutable des fortifications confédérées, Sherman déclare : « Nous allons perdre 5 000 hommes avant de prendre Vicksburg, et aussi bien les perdre ici que partout ailleurs ».
À midi, les troupes de l'Union avance avec un encouragement. La brigade de Blair se déplace à gauche, celle de DeCourcy au centre, suivie par la brigade du brigadier général John M. Thayer à droite ; La brigade de Thayer se perd en chemin et un seul régiment, le 4th Iowa Infantry, est engagé. Le colonel James A. Williamson, commandant du 4th Iowa, reçoit ensuite la médaille d'honneur pour ses actions ce jour-là. Les troupes traversent des barrières d’eau et des abatis et poursuivent dans les trou d'hommes sous le poids de leur nombre, mais ils rencontrent une forte résistance quand ils arrivent contre la ligne principale confédérée et commencent à s'écrouler sous un feu nourri. Les survivants sont repoussés à travers le bayou sur un pont en corduroy. S. D. Lee ordonne à ses hommes de faire une contre-attaque, au cours de laquelle ils capturent 332 fédéraux et quatre drapeaux de bataille.
Un autre assaut ordonné par Sherman est mené par deux divisions sous les ordres d'A.J. Smith (sa propre division et celle de M. L. Smith, qui a été blessé la veille) avance à travers le Chickasaw Bayou pour s'emparer du monticule indien qui est au centre de la ligne confédérée, défendu par Barton et Gregg. Les brigades de tirailleurs des colonels Giles A. Smith et Thomas Kilby Smith couvrent le passage à niveau et le 6th Missouri Infantry de la brigade de G.A. Smith ouvre la voie avec 20 pionniers, construisant une route sur la rive opposée. Cinq tentatives pour emporter la position du monticule indien sont repoussées.
À l'extrême droite de l'Union, une attaque de la brigade du colonel William J. Landram de la division d'A. J. Smith est facilement repoussée par la brigade confédérés de Vaughn.

## Conséquence
Ce soir-là, Sherman déclare qu'il est « globalement satisfait de l'esprit élevé manifesté » par ses hommes, bien que leurs attaques aient échoué face aux fortes positions confédérées sur les hautes falaises. 208 hommes sont tués, 1 005 hommes sont blessées et 563 hommes sont capturés ou portés disparus ; Les pertes confédérées s'élèvent à 63 morts, 134 blessés et 10 disparus. Sherman s’entretient avec l’amiral Porter, dont les tirs navals n’ont pas fait de dégâts importants à l’ennemi. Ils décident de reprendre les attaques le lendemain et Porter envoie un bateau à Memphis pour obtenir plus de munitions d'armes légères.
Le 30 décembre au matin, Sherman conclut que la reprise des attaques au même endroit serait infructueuse et que lui et Porter prévoient une attaque conjointe de l'armée et de la marine sur le Drumgould's Bluff au nord-est, espérant que ses falaises abruptes couvriront ses hommes pendant qu'ils avancent. Il est impératif qu'un tel mouvement soit lancé dans le secret afin que les confédérés ne déplacent pas leurs forces défensives. Le mouvement commence le 31 décembre, mais est annulé le 1er janvier 1863 dans un épais brouillard.
Pendant cette période, la moitié de l’offensive terrestre de Grant échoue également. Ses lignes de communication sont perturbées par des raids du brigadier général Nathan Bedford Forrest et du major-général Earl Van Dorn, qui détruisent le grand dépôt d'approvisionnement de Holly Springs. Incapable de soutenir son armée sans ces approvisionnements, Grant abandonne son avance par voie terrestre. Sherman se rend compte que son corps ne sera pas renforcé par Grant et décide de retirer son expédition en se rendant à l’embouchure du Yazoo le 2 janvier. Le 5 janvier, Sherman envoie une lettre au général Henry W. Halleck résumant la campagne (d'une manière qui rappelle celle d'une célèbre déclaration de Jules César) : « J'ai atteint Vicksburg au moment prescrit, ai débarqué, ai attaqué et ai échoué ». Lui et son commandement sont ensuite temporairement affectés au major-général John A. McClernand pour une expédition sur la rivière Arkansas et la bataille d'Arkansas Post. Bien que Grant tente plusieurs opérations ou « expériences » pour atteindre Vicksburg pendant l'hiver, la campagne de Vicksburg ne reprend pas vraiment avant avril 1863.